# Vandmanden (stjernetegn)
 For alternative betydninger, se Vandmanden. (Se også artikler, som begynder med Vandmanden)
Vandmanden (Aquarius) er det elvte stjernetegn i dyrekredsen. Tegnet ligger mellem  Stenbukken og   Fiskene. Solen bevæger sig siderisk igennem Vandmanden fra midten af februar til midten af marts ulig stjernetegnet periode.

## Mytologisk
Vandmanden, eller vandbæreren forestiller en mand der bærer en krukke, hvorfra der strømmer vand ned i munden på en stor fisk, nemlig stjernetegnet Piscis Austrinus.
- Græsk: Zeus' mundskænk Ganymedes skulle være sat på himlen som vandmanden. En anden myte fortæller at tegnet er Deuklion, som var den eneste overlevende efter syndfloden
- Egyptisk: Dette tegn var for ægypterne Nilens gud, Hapi.

## Astrologisk
- Periode: 20. januar til 18. februar (datoerne varierer alt efter hvornår solen tropisk går ind i tegnet)
- Planethersker: Saturn (♄) og Uranus (♅)
- Element: Luft
- Type: Fast
- Legemsdel: Ankler

## Datalogi
Tegnet for Vandmanden ♒ findes i tegnsættet unicode som U+2652 "Aquarius".